# Zaireichthys brevis
Zaireichthys brevis е вид лъчеперка от семейство Amphiliidae. Видът не е застрашен от изчезване.

## Разпространение и местообитание
Разпространен е в Демократична република Конго.
Обитава пясъчните дъна на сладководни басейни и реки.

## Описание
На дължина достигат до 3,4 cm.